# Desierto (álbum)
Desierto es el tercer álbum de estudio de la banda argentina Los 7 Delfines. Con su lanzamiento, en 1995, el grupo se convirtió en la primera banda sudamericana en sacar al mercado un CD-Rom interactivo, a través del cual, el usuario podía navegar por una laberíntica pirámide virtual, abrir puertas y encontrarse con fotos, clips y temas del disco.

## Lista de temas
1. Desierto
2. Cábalas
3. No me importa
4. Medallón
5. Equilibrio
6. Secreto
7. Siempre habrá
8. Especial
9. Junto a mi (sombra)
10. Brillante
11. Angela
12. Flores negras
13. Canción de cuna

- Datos: Q5804189